# 米兰·潘切夫斯基
米兰·潘切夫斯基（1935年5月16日—2019年1月19日），马其顿族，是南斯拉夫社会主义联邦共和国的党和国家领导人，南斯拉夫共产主义者联盟中央主席团主席（末任），南斯拉夫社会主义联邦共和国主席团成员。

## 生平
1935年，出生于马其顿的德巴尔市。1957年，加入南斯拉夫共产主义者联盟。1963年，在马其顿共产主义者联盟“四大”上当选为马共盟中央监察委员会委员。1984年，任马共盟中央主席团主席。1986年，在南共盟“十三大”上当选为南共盟中央委员、中央主席团成员。1989年，为南共盟中央主席团主席。1990年，东欧剧变，反对派向南共盟夺权。1990年，在南共盟“十四大”上，斯洛文尼亚共产主义者联盟、克罗地亚共产主义者联盟与中央主席团分庭抗礼。1991年，马其顿独立。2019年，逝世。